# Eddie Marsan
Edward Maurice Charles Marsan (London, 1968. június 9. –) angol színész.

## Fiatalkora és tanulmányai
Edward Maurice Charles Marsan 1968. június 9-én született a londoni Stepney kerületben, munkáscsaládban; édesapja teherautó-sofőr volt, édesanyja pedig iskolai felszolgáló és tanársegéd. A Bethnal Green-ben nevelkedett, és a Raine Alapítványi Iskolába járt. 16 évesen otthagyta az iskolát, és nyomdászként gyakornoki szerepet töltött be, mielőtt színészi karrierjét megkezdte volna. A Mountview Színházművészeti Akadémián végzett, 1991-ben érettségizett, és Sam Kogan mellett folytatta tanulmányait, valamint a Kogan Drámai Művészeti Akadémiára ment, amelynek most Marsan a védnöke.

## Magánélete
2002-ben feleségül vette Janine Schneider sminkmestert. Négy gyermekük van. Marsan humanistának vallja magát, és 2015-ben kinevezték az Egyesült Királyság Humanistáinak pártfogójává.

## Filmográfia

### Film
| Év   | Magyar cím                          | Eredeti cím                                         | Szerep                                           | Magyar hang        |
| ---- | ----------------------------------- | --------------------------------------------------- | ------------------------------------------------ | ------------------ |
| 1997 | Az ember, aki túl keveset tudott    | The Man Who Knew Too Little                         | 1. számú bűnöző                                  |                    |
| 1999 | A szerelem forgandó                 | This Year's Love                                    | Eddie                                            |                    |
| 1999 | Gengszterek gengsztere              | Janice Beard                                        | Mr Tense                                         | Csuha Lajos        |
| 2000 |                                     | Gangster No. 1                                      | Eddie Miller                                     |                    |
| 2001 | A király új ruhája                  | The Emperor's New Clothes                           | Louis Marchand                                   |                    |
| 2001 | A bunker                            | The Bunker                                          | Kreuzmann őrvezető                               | Fehér Péter        |
| 2002 | New York bandái                     | Gangs of New York                                   | Killoran                                         | Beratin Gábor      |
| 2003 |                                     | AfterLife                                           | Jez Walters                                      |                    |
| 2003 | 21 gramm                            | 21 Grams                                            | John tiszteletes                                 | Beratin Gábor      |
| 2004 |                                     | The Rocket Post                                     | Heinz Dombrowsky                                 |                    |
| 2004 | Vera Drake                          | Vera Drake                                          | Reg                                              | Vári Attila        |
| 2005 | A szavak titkos élete               | The Secret Life of Words                            | Victor                                           | Hajdu Steve        |
| 2005 | Beowulf – A hős és a szörnyeteg     | Beowulf & Grendel                                   | Brendan atya                                     | Háda János         |
| 2005 | Az új világ                         | The New World                                       | Eddie                                            | Mikula Sándor      |
| 2005 |                                     | The Headsman                                        | Fabio                                            |                    |
| 2006 | V mint vérbosszú                    | V for Vendetta                                      | Brian Etheridge                                  | Fesztbaum Béla     |
| 2006 | Mission: Impossible III             | Mission: Impossible III                             | Brownway                                         | Kapácsy Miklós     |
| 2006 | Miami Vice                          | Miami Vice                                          | Nicholas                                         | Bodrogi Attila     |
| 2006 |                                     | Sixty Six                                           | Manny Reuben                                     |                    |
| 2006 | A mágus                             | The Illusionist                                     | Josef Fischer                                    | Mikó István        |
| 2006 | Az utolsó hóhér                     | Pierrepoint                                         | James "Tish" Corbitt                             |                    |
| 2007 | Cukrosnéni                          | I Want Candy                                        | Doug Perry                                       | Honti Molnár Gábor |
| 2007 |                                     | Grow Your Own                                       | Little John                                      |                    |
| 2008 | Hajrá, boldogság!                   | Happy-Go-Lucky                                      | Scott                                            | Kapácsy Miklós     |
| 2008 | Hancock                             | Hancock                                             | Kenneth "Red" Parker, Jr.                        | Epres Attila       |
| 2008 | Én és Orson Welles                  | Me and Orson Welles                                 | John Houseman                                    | Scherer Péter      |
| 2008 | Nyúlszívű                           | Faintheart                                          | Richard                                          |                    |
| 2009 |                                     | Red Riding                                          | Jack Whitehead                                   |                    |
| 2009 | Sherlock Holmes                     | Sherlock Holmes                                     | Lestrade felügyelő                               | Kapácsy Miklós     |
| 2009 | Alice Creed eltűnése                | The Disappearance of Alice Creed                    | Vic                                              | Fesztbaum Béla     |
| 2009 |                                     | Heartless                                           | fegyveres férfi                                  |                    |
| 2010 | London Boulevard                    | London Boulevard                                    | Bailey nyomozó                                   | Fesztbaum Béla     |
| 2011 |                                     | Junkhearts                                          | Frank                                            |                    |
| 2011 | Tirannoszaurusz                     | Tyrannosaur                                         | James                                            |                    |
| 2011 | Sherlock Holmes 2. – Árnyjáték      | Sherlock Holmes: A Game of Shadows                  | Lestrade felügyelő                               | Kapácsy Miklós     |
| 2011 | Hada útján                          | War Horse                                           | Fry őrmester                                     | Scherer Péter      |
| 2012 | Hófehér és a vadász                 | Snow White and the Huntsman                         | Duir                                             | Rajkai Zoltán      |
| 2012 | Én, Anna                            | I, Anna                                             | Kevin Franks nyomozó                             |                    |
| 2013 | Az óriásölő                         | Jack the Giant Slayer                               | Crawe                                            | Józsa Imre         |
| 2013 | Világvége                           | The World's End                                     | Peter Page                                       | Kapácsy Miklós     |
| 2013 | Mocsok                              | Filth                                               | Bladesey                                         | Scherer Péter      |
| 2013 |                                     | Still Life                                          | John May                                         |                    |
| 2014 | God's Pocket                        | God's Pocket                                        | Smilin' Jack Moran                               | Kapácsy Miklós     |
| 2014 | X+Y                                 | X+Y                                                 | Richard                                          |                    |
| 2015 | Sérülés                             | Concussion                                          | Steven DeKosky                                   | Tarján Péter       |
| 2016 | A gyilkos markában                  | A Kind of Murder                                    | Marty Kimmel                                     | Vida Péter         |
| 2016 |                                     | The Limehouse Golem                                 | nagybácsi                                        |                    |
| 2016 |                                     | Their Finest                                        | Sammy Smith                                      |                    |
| 2016 |                                     | The Exception                                       | Heinrich Himmler                                 |                    |
| 2017 | Atomszőke                           | Atomic Blonde                                       | Spyglass                                         | Magyar Attila      |
| 2017 | Mélytorok: A Watergate-sztori       | Mark Felt: The Man Who Brought Down the White House | ügynökség embere                                 | Törköly Levente    |
| 2018 | 7 vérfagyasztó nap                  | Entebbe                                             | Simón Peresz                                     | Vida Péter         |
| 2018 | Deadpool 2.                         | Deadpool 2                                          | börtönigazgató                                   | Tarján Péter       |
| 2018 | A kokainkölyök                      | White Boy Rick                                      | Art Derrick                                      | Kapácsy Miklós     |
| 2018 | Maugli: A dzsungel legendája        | Mowgli: Legend of the Jungle                        | Vihaan (hangja)                                  |                    |
| 2018 | Alelnök                             | Vice                                                | Paul Wolfowitz                                   | Scherer Péter      |
| 2019 |                                     | Hostage Radio                                       | Jarvis Dolan                                     |                    |
| 2019 | A professzor és az őrült            | The Professor and the Madman                        | Muncie                                           | Scherer Péter      |
| 2019 | Halálos iramban: Hobbs & Shaw       | Hobbs & Shaw                                        | Andrejko professzor                              | Scherer Péter      |
| 2019 | Abigail                             | Abigail                                             | Jonathan Foster                                  |                    |
| 2019 | Állati szövetség                    | Pets United                                         | A kiborg / A polgármester / Frank Stone (hangja) |                    |
| 2019 | Úriemberek                          | The Gentlemen                                       | Nagy Dave                                        | Scherer Péter      |
| 2021 | Egy igazán dühös ember              | Wrath of Man                                        | Terry                                            | Scherer Péter      |
| 2021 |                                     | The Virtuoso                                        | A magányos férfi                                 |                    |
| 2021 | Flag Day – A zászló napja           | Flag Day                                            | Mr. Emmanuelle                                   | Kapácsy Miklós     |
| 2021 | Charlotte                           | Charlotte                                           | Albert Salomon (hangja)                          |                    |
| 2022 | A bérkatona                         | The Contractor                                      | Virgil                                           |                    |
| 2022 | Válassz vagy meghalsz!              | Choose or Die                                       | Hal                                              | Kapácsy Miklós     |
| 2022 |                                     | Vesper                                              | Jonas                                            |                    |
| 2022 |                                     | Midas Man                                           | Harry Epstein                                    |                    |
| 2022 |                                     | Emperor                                             | Martin Luther                                    |                    |
| 2023 | Fortune hadművelet – A nagy átverés | Operation Fortune: Ruse de Guerre                   | Knighton                                         | Scherer Péter      |
| 2023 | Mindent szabad                      | Fair Play                                           | Campbell                                         | Kapácsy Miklós     |
| TBA  |                                     | Firebrand                                           | Edward Seymour                                   |                    |

### Videójátékok
| Év   | Cím               | Szerep   |
| ---- | ----------------- | -------- |
| 2020 | Deathtrap Dungeon | narrátor |

## Fordítás
- Ez a szócikk részben vagy egészben  az   Eddie Marsan című angol Wikipédia-szócikk fordításán alapul.  Az eredeti cikk szerkesztőit annak laptörténete sorolja fel. Ez a jelzés csupán a megfogalmazás eredetét és a szerzői jogokat jelzi, nem szolgál a cikkben szereplő információk forrásmegjelöléseként.